# Selenohirske
Selenohirske (ukrainisch Зеленогірське; russisch Зеленогорское/Selenogorskoje) ist eine Siedlung städtischen Typs im Süden der Ukraine, etwa 13 Kilometer nordwestlich der ehemaligen Rajonshauptstadt Ljubaschiwka und etwa 162 Kilometer nördlich der Oblasthauptstadt Odessa entfernt.
Der Ort wurde 1959 als Arbeitersiedlung für den Bau einer großen Zuckerraffinerie errichtet und trug zunächst den Namen Saplasy (Заплази), seit 1978 hat der Ort den Status einer Siedlung städtischen Typs und wurde gleichzeitig in Selenohirske umbenannt.

## Verwaltungsgliederung
Am 30. November 2018 wurde die Siedlung zum Zentrum der neugegründeten Siedlungsgemeinde Selenohirske (Зеленогірська селищна громада/Selenohirska selyschtschna hromada), zu dieser zählen auch noch die 11 in der untenstehenden Tabelle aufgelistetenen Dörfer, bis dahin bildete sie die gleichnamige Siedlungsratsgemeinde Selenohirske (Зеленогірська селищна рада/Selenohirska selyschtschna rada) im Nordwesten des Rajons Ljubaschiwka.
Seit dem 17. Juli 2020 ist sie ein Teil des Rajons Podilsk.
Folgende Orte sind neben dem Hauptort Selenohirske Teil der Gemeinde:
| Name                     | Name            | Name                                 |
| ukrainisch transkribiert | ukrainisch      | russisch                             |
| ------------------------ | --------------- | ------------------------------------ |
| Hwosdawka Druha          | Гвоздавка Друга | Гвоздавка Вторая (Gwosdawka Wtoraja) |
| Hwosdawka Perscha        | Гвоздавка Перша | Гвоздавка Первая (Gwosdawka Perwaja) |
| Jassenowe Druhe          | Ясенове Друге   | Ясеново Второе (Jassenowo Wtoroje)   |
| Jassenowe Persche        | Ясенове Перше   | Ясеново Первое (Jassenowo Perwoje)   |
| Posnanka Druha           | Познанка Друга  | Познанка Вторая (Posnanka Wtoraja)   |
| Posnanka Perscha         | Познанка Перша  | Познанка Первая (Posnanka Perwaja)   |
| Schlykarewe              | Шликареве       | Шликарево (Schlikarewe)              |
| Soltaniwka               | Солтанівка      | Солтановка (Soltanowka)              |
| Tschabaniwka             | Чабанівка       | Чабановка (Tschabanowka)             |
| Wassyliwka               | Василівка       | Василевка (Wassilewka)               |
| Wolodymyriwka            | Володимирівка   | Владимировка (Wladimirowka)          |

## Söhne und Töchter der Ortschaft
- Ruslan Rjaboschapka (* 1976), Generalstaatsanwalt der Ukraine